# Тагай (Ульяновская область)
Тагай — село (с 1648 г. — пригород Тагаев, в 1780—1796 гг. — город Тагай) в Майнском районе Ульяновской области России. Административный центр Тагайского сельского поселения.

## География
Село находится на речке Тагайка, в 51 км от областного центра Ульяновск.

## Название
Село получило своё название от имени одного из ордынских ханов — Тагая Бездежского, который в 1361 году, взяв дружину, переправился через Волгу и завоевал часть мордовских земель, в том числе и селение на котором основали городок.

## История
Тагай был основан в 1648 году (лета 7156 года), как крепость в составе Симбирской черты. Рядом с крепостью были основаны: слобода Подлесная (ныне село Подлесное) и слобода Подгорная (вошла в состав Тагая). Для заселения города и посада с разных мест были переведены: 200 ратных людей с заволжского села Ключищ, пешие стрельцы из: Цивильска — 50 человек и из Ядрина и Кокшайска — по 20 человек.
Из описи города: устроен был острог в виде квадрата по 60 сажень, 4 наугольных башен, обнесённого со всех сторон валом со рвом. Этот городок служил складом военного оружия и припасов.
Первым воеводой городка был Пётр Киреевич Кезмин, затем, до 1654 года — обязанности головы города—крепости Тагай исполнял Константин Арефьевич Дмитриев — прапрадед поэта-баснописца,  министра юстиции И. И. Дмитриева.
В 1651 году была построена первая церковь во имя Казанской Божьей Матери.
С 4 декабря 1677 года головою Тагая был назначен Семён Иванович Пазухин, дед Екатерины Петровны, которая вышла замуж за Михаила Егоровича Карамзина, у них в 1766 году родился сын — Николай Михайлович Карамзин.
В 1697-98 годах (206 году) крепость сгорела.
В 1708 году вошёл в состав Симбирского уезда Казанской губернии (1708—1781), как пригород Тагаев.
В 1724 году несколько семей стрельцов из Тагая переселились на новое место, где основали село Копышовку.

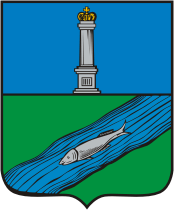
Герб Тагая, 1780 г.

В 1780 году получил статус уездного города — город Тагай — центр Тагайского уезда Симбирского наместничества. Городу был пожалован герб: «...VII. Тагаю. Река в зелёном поле, по которой плывёт рыба, именуемая сельдь, ибо протекающая в сем городе река имеет сие имя».
В 1783 году был построен деревянный приходской храм, (отремонтирован в 1857 г.), престолов в нём было три: главный (холодный) — в честь Казанской иконы Божьей Матери, в приделах (тёплый) — во имя Святителя и Чудотворца Николая и в честь Воздвижения животворящего Креста Господня. В 1792 году, купцом О. М. Сыринским, был построен деревянный кладбищенский храм (отремонтирован в 1879 г.), престол в нём — в честь Смоленской иконы Божьей Матери.

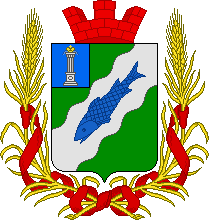
Герб Тагая, 1868 г.

В 1796 году стал заштатным — пригород Тагай, Симбирской губернии.
Летом 1847 года здесь, в этапном пересылочном доме, по пути в ссылку, несколько дней провёл великий украинский поэт Тарас Шевченко. Позднее старые тюремные постройки были переданы местной земской больнице, которая находится здесь и по сей день. В больничный комплекс входит также оригинальное по архитектуре здание, построенное по проекту известного симбирского архитектора А. А. Шодэ.
В 1861 году село Тагай стало центром Тагаевской волости.
Церковно-приходское попечительство открыто в 1900 году. Сельских школ две мужская и женская.
В 1918 году Тагай стал центром сельского Совета.
В 1924 году село Тагай — адм. центр Тагаевского с/с Тагаевской волости Ульяновского уезда Ульяновской губернии.
В 1928—1930 и 1935—1956 годах — центр Тагайского района.
В 1936 году взорвана церковь.
С 1943 года в составе Ульяновской области.
С 1956 года — в Майнском районе.
С 2005 года — центр Тагайского сельского поселения.

## Население
| Год  | Число дворов | Число жителей | Примечания |
| ---- | ------------ | ------------- | --- |
| 1648 |              | 290           | Ратные люди разного звания и пешие стрельцы. |
| 1661 |              | 278           | в Тагае проходили службу стрельцы, пушкари и казаки. |
| 1678 | 5            | 13            | «В Тагаеве ж, на посаде, бобыли:…Всего 7 дворов, людей в них 21 человек; 3 двора пустых; обоего посацких и бобыльских 12 дворов, людей в них 34 человека»                                                        |
| 1762 |              | 1043          | «По третьей ревизии состояло: мещан мужеска 148, женска 150; пахотных солдат мужеска 389, женска 356» |
| 1780 |              | 537           | Одна деревянная церковь. Съезды уездных обывателей на торги продуктов и покупкам бывают в каждой неделе по четвергам.                                                                                            |
| 1782 |              | 1377          | «По четвёртой ревизии: мещан мужеска 159, женска 169; пехотных солдат мужеска 462, женска 565 душ; церковнослужителей штатных 5, заштатных 4, женска 13; итого вошедших в перепись мужеска 630, женска 647 душ». |
| 1816 | 216          | 627           | Ревизских душ |
| 1835 |              | 704           | (22 — экономических крестьян и 682 — казённых крестьян |
| 1859 | 225          | 2414          | Церковь православная 1. Почтовая станция. Базар. Заводов: паташных 10. кирпичный 1. Этапный дом. |
| 1897 |              | 3341          | 1562 муж. пола и 1779 жен. пола |
| 1900 | 453          | 1898          | (упразднённый город). В с. Тагай находятся: стан, кварт., вол. прав., земск. больн., почтов. отдел. и этапный дом.                                                                                               |
| 1913 | 672          |               | Волостное правление, церковь и молельный дом, две школы |
| 1924 | 639          | 3028          | ВИК, районная телефон. станция, больница, ветеринарная лечебница, школа 1-й ступени. |
| 1939 |              | 5262          | |

| 2010 |
| ---- |
| 2109 |

## Известные уроженцы
- Малышев Валерий Васильевич — председатель Законодательного собрания Ульяновской области[28].

## Достопримечательности

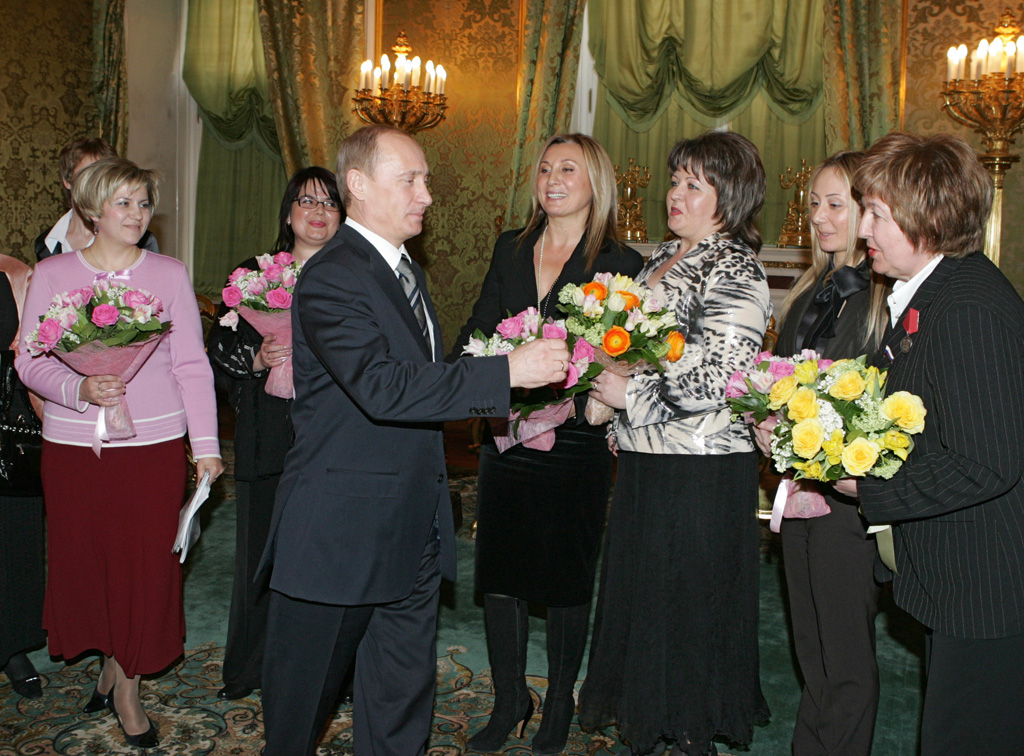
Президент России Владимир Путин, руководитель детского дошкольного учреждения Юлия Алексеева и глава муниципального образования Тагайское сельское поселение (Ульяновская область) Любовь МАЛЯЕВА (слева направо) во время встречи в Кремле (2007).

- Президент России Владимир Путин, руководитель детского дошкольного учреждения Юлия Алексеева и глава муниципального образования Тагайское сельское поселение (Ульяновская область) Любовь МАЛЯЕВА (слева направо) во время встречи в Кремле (2007).Церковь Казанской иконы Божией Матери (освещён 28.12.2017)[29][30]
- Обелиск воинам, погибшим в грозные годы Великой Отечественной войны (1965 г.)[31]

ПАМЯТНИКИ ИСТОРИИ:
с. Тагай, кладбище:
1. Братская могила советских активистов и, убитых кулаками, 1918 г. (Решение исполкома Ульяновского областного Совета депутатов трудящихся Распоряжение Главы администрации Ульяновской области от 01.01.2001 г.)[32]
2. Могила заведующего районо, убитого кулаками в с. Степное-Анненково во время выступления на собрании крестьян (Решение исполкома Ульяновского областного Совета депутатов трудящихся № 5 и Распоряжение Главы администрации Ульяновской области от 01.01.2001 г.)[32]
3. Фундамент утраченной церкви в честь Смоленской иконы Божьей Матери (православный храм) 1792 г. (Распоряжение Главы администрации Ульяновской области от 01.01.2001 г.)[33]

с. Тагай, ул. Центральная:
- Ансамбль земской больницы: — Главный корпус (1860 г.); — Здание флигеля (1891 г.); — Лечебный корпус (1910 г.); — Здание флигеля (кон. XIX в.); — Хозстроение с сушильней (1830 г. — нач. XX в.) (Распоряжение Главы администрации Ульяновской области от 01.01.2001 г.)[34]

ПАМЯТНИКИ АРХЕОЛОГИИ:
1. От границы Ульяновского района, через с. Уржумское к с. Тагай, (протяжённость 7 км) — Симбирская оборонительная черта (засека) с остатками городков «Тагай», «Юшанское». (Распоряжение Главы администрации Ульяновской области от 10.09.1997 г. и Распоряжение Главы администрации Ульяновской области от 01.01.2001 г.)[35].
2. 5-7 км северо-западнее села Тагай — Городище «Подлесное» («Городок Стеньки Разина») XV—XVI вв. (Постановление СМ РСФСР от 04.12.1974 г.)[36].
3. Родник[37].

## Интересные факты
Тагай упоминается в романе С. Т. Аксакова «Детские годы Багрова-внука»: «Мы рано выкормили лошадей в слободе упразднённого городка Тагая и ещё засветло приехали в знаменитое тогда село Чуфарово…».

## Инфраструктура
В селе действуют птицефабрика, промбыткомбинат, ремонтно-техническое предприятие, лесничество, ООО «Водолей» (коммунальные услуги), участок МДРСУ-1 ОГУП «Ульяновскавтодор», АЗС, два крестьянско-фермерских хозяйства, школа, пожарная часть.

## Улицы
1 Калинина пер., 1 Крупской пер., 1 Центральный пер., 2 Калинина пер., 2 Крупской пер., 2 Центральный пер., 3 Центральный пер., 5 Центральный пер., I Интернатский пер., II Интернатский пер., III Калинина пер., IV Центральный пер., ул. Интернатская, ул. Калинина, ул. Красный Октябрь, Красный Октябрь 1-й пер., Красный Октябрь 2-й пер., ул. Крупской, Цветкова пер., ул. Цветкова, ул. Центральная.